# 贾林达村委员会
贾林达村委员会（俄语：Джалиндинский сельсовет）是俄罗斯联邦阿穆尔州斯科沃罗季诺区所属的一个村委员会。其下辖有3个居民点，行政中心为贾林达。据2016年统计，该村委员会的人口为1263人。